# Клуцис — неправильный латыш
«Клуцис — неправильный латыш» (латыш. Klucis — nepareizais latvietis) — документальный фильм режиссёра Петериса Крылова, снятый на латвийской киностудии Vides Filmu Studija, при участии французской студии Vivement Lundi и греческой ERT, в 2008 году.
Российская премьера в рамках фестиваля документального кино «Артдокфест» состоялась 10 декабря 2009 года в Москве в кинотеатре «Художественный».

## Сюжет
Фильм представляет собой попытку режиссёра составить собственное мнение о жизни и творчестве художника Густава Клуциса, одного из самых значительных латвийских художников ХХ-го столетия.
Густав Клуцис после революции жил в СССР, принимал активное участие в жизни тогдашнего художественного авангарда. Идейно примыкал к конструктивистам, был одним из создателей искусства цветного фотомонтажа и основателем объединения «Октябрь».
Драма его жизни, по мнению создателей ленты, отражает трагедию народной судьбы. Сценарист фильма Паулс Банковскис рассказал историю непомерных амбиций, надежды, любви и ответственности художника, которая продолжает преследовать его спустя многие годы после смерти.

## В ролях
- Инта Клуса — Валентина Кулагина
- Микс Митревич — Густав Клуцис

## Съёмочная группа
- Автор сценария: Паулс Банковскис
- Режиссёр-постановщик: Петерис Крыловс
- Оператор-постановщик: Андрис Приедитис
- Композитор: Артур Маскатс
- Звукооператор: Андрис Баронс
- Редактор: Юлия Винтен
- Компьютерная графика: Микс Митревич, Эдмунд Янсонс
- Продюсер: Улдис Цекулис

## Награды
- 2009 — Паулс Банковскис за сценарий к фильму стал лауреатом кинофестиваля «Большой Кристап».

## Технические данные
- Формат: 16:9 Стерео
- Полная версия — 90 мин.
- Короткая (режиссёрская) — 56 мин.